# کان میچی‌ناگا
کان میچی‌ناگا (به ژاپنی: 菅達長); سامورایی، دایمیو اهل ژاپن در اواخر دوره سنگوکو و اوایل دوره ادو بود.